# FIRA Women's European Trophy 2014
El FIRA Women's European Trophy (Trofeo Europeo de Rugby Femenino) del 2014 fue la decimonovena edición del torneo femenino de rugby.

## Equipos participantes
- Selección femenina de rugby de Bélgica
- Selección femenina de rugby de Países Bajos
- Selección femenina de rugby de Rusia
- Selección femenina de rugby de Suiza

## Resultados

### Semifinales
| 30 de octubre | Bélgica | 29 - 7  | Rusia | Bruselas, Bélgica |  |
|               |         | Reporte |       |                   |  |

| 30 de octubre | Países Bajos | 39 - 0  | Suiza | Bruselas, Bélgica |  |
|               |              | Reporte |       |                   |  |

### Tercer Puesto
| 2 de noviembre | Rusia | 31 - 24 | Suiza | Bruselas, Bélgica |  |
|                |       | Reporte |       |                   |  |

### Final
| 2 de noviembre | Bélgica | 3 - 12  | Países Bajos | Bruselas, Bélgica |  |
|                |         | Reporte |              |                   |  |

| Bandera de los Países Bajos |
| Campeón Países Bajos        |
| Primer título               |